# 이토비코 노스역
이토비코 노스역(Etobicoke North station)은 캐나다 온타리오주 토론토 서쪽의 이토비코에 있는 GO 트랜싯의 통근열차 노선인 키치너 선의 정차역이다. 키플링과 벨필드 북쪽에 위치해있는 이 역은 401번과 409번 고속도로 분기점 근처에 위치해있다.

## 위치
이토비코 노스역은 메트로링스 웨스턴선 11마일 (17.7km) 지점에 위치해있으며, 웨스턴과 맬튼역 사이에 위치해있다. 전역인 웨스턴역 북쪽에서 캐나다 태평양 철도의 화물 노선인 맥티어선과 입체로 교차하는데, 맥티어선은 북쪽으로 볼턴까지 계속 향한다. 온타리오주는 이 맥티어선을 따라 볼턴까지 통근열차를 운행하는 방안을 검토하고 있으나 아직까지는 구체적인 내용 없이 초기 구상 단계에 머물러있다.
노선은 웨스턴 로드와 나란히 북서쪽으로 이어지며 험버강을 건너 이토비코 북부의 공업 지역으로 향한다. 이 구간 또한 노선 개량을 위해 복복선 대응으로 지어졌으며, 이후 이즐링턴 애비뉴와 키플링 애비뉴를 건너는 교량도 마찬가지로 복복선 대응으로 여분의 공간이 있다. 이토비코 노스역은 키플링 애비뉴에 위치해있으며 401번과 409번 고속도로 분기점 사이에 위치해있다. 역 북쪽에는 CN이 맥밀런 차량기지를 지은 이후로 남은 몇 안 되는 야적장 중 하나가 있었는데, 인근 공장이 대형 체인점으로 바뀌면서 점차 자취를 감추었다.
이토비코 노스에서 맬튼역까지는 일직선으로 대부분 공업 지역을 따라 달린다. 예외가 있다면 선로 남쪽에 있는 우드바인 경마장 근처에 칼링뷰 드라이브를 선로 밑으로 지나가도록 터널이 지어졌는데, 이곳에 통근열차 정차역을 신설하여 경마장 승객들은 물론 피어슨 공항까지 셔틀버스도 운행하는 방안이 거론되었다. 하지만 427번 고속도로를 지나면서 유니언 피어슨 급행 선로가 피어슨 공항 제1터미널까지 남쪽으로 꺾어지고, 공항철도가 이미 존재하기 때문에 셔틀버스가 운행할 가능성은 적어 보인다.

## 역사
이토비코 노스역이 개통한 건 1974년 가을로, GO 트랜싯의 조지타운선 (오늘날의 키치너선)이 개통한 지 1년도 채 안 될 때였다. 조지타운선은 레이크쇼어 웨스트와 이스트에 이어서 세 번째로 개통한 노선으로, 1990년대까지만 해도 승객 수가 그렇게 많은 노선은 아니었다.
2000년대에는 조지타운선 연선의 승객이 꾸준히 늘어나면서 열차 운행 횟수도 늘어났고 2002년 4월에는 유니언에서 브래멀리역까지 평일 낮 시간대에도 열차가 운행하기 시작하였다. 2004년 9월에는 출퇴근 시간대에 조지타운선 급행 열차가 신설되었고, 이에 따라 브래멀리에서 시종착하는 완행 열차가 이 역에 정차하였다.
2011년에는 조지타운선이 키치너로 연장되어 노선명도 오늘날의 키치너선으로 변경되었다. 하지만 토론토에서 키치너까지 통근열차가 하루 두 편밖에 운행하지 않았기 때문에 선로 용량을 확보하여 운행 횟수를 늘리는 것이 시급하였다. 같은 해, 웨스턴선은 유니언역에서 브래멀리까지 대규모 공사가 이루어졌는데, 이에 따라 칼링뷰 애비뉴를 포함한 기존 평면 건널목과 CP 화물 선로와 평면교차하는 구간을 모두 입체화하였다. 이와 동시에 토론토 시내에서 공항까지 운행하는 유니언 피어슨 곱행 공사와 맞물려 선로 용량이 대폭 증가하였다. 2013년에는 늘어난 운행 횟수와 급행열차 수에 대응하기 위해 기존 선로와 승강장은 철거되고 교체되었다. 기존에는 복선에 측면 승강장만 하나 있던 역 구조가 1면 3선 대응으로 바뀌게 되었다.
이 역은 1974년 가을에 GO 트랜싯이 조지타운선 (오늘날의 키치너선)을 개통한 지 1년이 채 안 된 시점에 개통하였다. 2013년, 조지타운 남쪽 철도 확장 공사로 증결된 열차와 늘어난 급행 열차 수에 대응하기 위해 기존 선로와 승강장은 철거되고 교체되었다. 기존에는 두 개 선로에 측면 승강장이 하나 있었던 역 구조가 1면 3선으로 대응으로 바뀌게 되었다. 이와 동시에 북쪽 주차장에 마중 나오는 차량을 위한 정차 공간과 버스 루프가 설치되었고 기존 역사를 허물고 단촐한 임시역사로 교체하였다.
현재 이토비코 노스역이 고속도로 분기점 한가운데에 있는 만큼 애매하다는 지적이 있는 관계로 27번 도로 근처의 우드바인 경마장으로 역을 옮기는 방안이 거론되었다. 2019년 3월, 온타리오주와 메트로링스는 경마장 관리 업체인 우드바인 엔터테인먼트와 협의하여 27번 도로 근처에 역을 신설하고 근처 부동산을 개발하기로 합의하였다. 이에 따라 신역사는 경마장 뿐만 아니라 험버 대학, 궬프 대학교 험버 캠퍼스, 이토비코 종합병원 연선의 승객들이 이용할 것으로 예상하고 있다. 공사 예산은 7500만에서 9000만 달러 사이로 추정되며, 우드바인 엔터테인먼트가 공사 비용을 부담하기로 하였다.

## 시설
이 역은 역무원이 상주하지 않는 무인역이다. 이 역에서 요금을 지불하려면 자동판매기에서 교통카드인 프레스토 카드 잔액을 충전할 수 있고, 신용카드, 체크카드 또는 모바일페이를 프레스토 단말기에 태그해 요금을 지불할 수도 있고, 스마트폰을 이용해 GO 트랜싯 홈페이지에 들어가 이티켓을 구매한 다음 출발 5분 전에 사용하는 방법도 있고, 자동판매기에서 일회용 승차권을 구매한 다음 프레스토 단말기에 태그하는 방법도 있다.
이 역에는 다른 역과 마찬가지로 대합실, 화장실, 공중전화, 와이파이가 있으며, 승강장에는 눈과 비를 피할 수 있는 천정이 있으며, 겨울에는 난방도 된다. 이 역은 키플링 애비뉴 1949번지에 있는 북부 주차장 통로를 통해 휠체어 승객도 이용할 수 있다. 이토비코 노스역에는 환승 주차장이 두 곳이 있는데, 선로 북쪽에 있는 북부 주차장에는 277대의 주차 공간이, 선로 남쪽에 있는 남부 주차장에는 410대 규모의 주차 공간이 마련되어있다. 이 역을 자주 이용하는 승객은 주차 공간을 사전에 예약할 수도 있으며, 카풀 승객을 위한 전용 주차 공간도 마련되어있다.
이 역은 세 개의 본선과 측면 승강장 하나로 이루어져있다. 네 번째 선로가 역 북쪽을 지나지만 이는 화물 전용 선로인 관계로 승강장에서 펜스로 막혀있다.

## 운행 계통
2023년 5월 기준 이토비코 노스역에는 키치너선 통근열차가 평일 출퇴근 시간대에 30분 간격, 평시에는 1시간 간격으로 운행하지만 출퇴근 시간대 역방향 열차는 이 역에 정차하지 않는다. 또한 주말에 운행하는 키치너선 열차는 이 역에 정차하지 않는다. 주말에 키치너선 열차를 이용하려면 맬튼역이나 웨스턴역을 이용해야 한다.
토론토에서 키치너, 런던을 경유해 사니아까지 가는 VIA 철도와 토론토 시내와 피어슨 공항을 잇는 유니언 피어슨 급행은 이 역에 정차하지 않는다. VIA 철도는 맬튼역에서, 공항철도는 웨스턴역에서 승차해야 한다.

## 버스 연결편
이 역에서 갈아탈 수 있는 버스는 아래와 같다.

### 토론토 교통국
|  |

|  |  |  |

|  |

|  |

|  |

| 웨스트험버 |
| 엠허스트   |

|  |

|  |

|  |  |  |

|  |  |  |  |  |

|  |  |  |  |  |

|  |  |  |  |  |

|  |  |  |

|  |  |  |

|  |  |  |

|  |  |  |

|  |  |  |

|  |

|  |

|  |

|  |

|  |

|  |

|  |

|  |

|  |  |  |

|  |  |  |

|  |

|  |  |  |

|  |

|  |

|  |

| 웨스트험버 |
| 엠허스트   |

|  |

|  |

|  |  |  |

|  |  |  |  |  |

|  |  |  |  |  |

|  |  |  |  |  |

|  |  |  |

|  |  |  |

|  |  |  |

|  |  |  |

|  |  |  |

|  |

|  |

|  |

|  |

|  |

|  |

|  |

|  |

|  |  |  |

|  |  |  |

|  |

|  |  |  |

|  |

|  |

|  |

| 웨스트험버 |
| 엠허스트   |

|  |

|  |

|  |  |  |

|  |  |  |  |  |

|  |  |  |  |  |

|  |  |  |  |  |

|  |  |  |

|  |  |  |

|  |  |  |

|  |  |  |

|  |  |  |

|  |

|  |

|  |

|  |

|  |

|  |

|  |

|  |

|  |  |  |

|  |  |  |

|  |

|  |  |  |

|  |

|  |

|  |

| 웨스트험버 |
| 엠허스트   |

|  |

|  |

|  |  |  |

|  |  |  |  |  |

|  |  |  |  |  |

|  |  |  |  |  |

|  |  |  |

|  |  |  |

|  |  |  |

|  |  |  |

|  |  |  |

|  |

|  |

|  |

|  |

|  |

|  |

|  |

|  |

|  |  |  |

|  |  |  |

|  |

|  |

|  |

|  |

|  |

|  |

|  |  |  |  |  |

|  |

|  |

|  |

|  |

|  |  |  |  |  |

|  |  |  |  |  |

|  |  |  |

|  |

|  |

|  |

|  |

|  |

|  |

|  |  |  |  |  |

|  |

|  |

|  |

|  |

|  |  |  |  |  |

|  |  |  |  |  |

|  |  |  |

|  |

|  |

|  |

|  |

|  |

|  |

|  |  |  |  |  |

|  |

|  |

|  |

|  |

|  |  |  |  |  |

|  |  |  |  |  |

|  |  |  |

|  |

|  |

|  |

|  |

|  |

|  |

|  |  |  |  |  |

|  |

|  |

|  |

|  |

|  |  |  |  |  |

|  |  |  |  |  |

|  |  |  |

## 인접 정차역
| 메트로링스 웨스턴선 | 메트로링스 웨스턴선 | 메트로링스 웨스턴선 |
| ------------------- | ------------------- | ------------------- |
| 맬튼 키치너 방면    | GO 트랜싯 키치너선  | 웨스턴 유니언 방면  |